# Montaña rusa (telenovela)
Montaña rusa es una telecomedia juvenil argentina, fue emitida por Canal 13 entre 1994 y 1995. Sirvió de trampolín para dar a conocer a actores que luego se consagrarían en la televisión, como Nancy Dupláa, Gastón Pauls, Diego Olivera,  Betina O'Connell, Esteban Prol y Malena Solda. La novela tuvo una secuela llamada Montaña rusa, otra vuelta en 1996 con Juan Gil Navarro, Facundo Arana y Leonora Balcarce, entre otros.

## Sinopsis
Mariana (Nancy Dupláa) es una chica de 16 años de buen corazón, a veces terca y rebelde, que vive con su madre Liliana (Beatriz Spelzini) y su hermano menor, Facundo (Juan Gabriel Yacuzzi), en su casa, ambos hermanos conviven con la pareja de su madre, Guillermo (Horacio Peña). Guillermo está divorciado y tiene un hijo de 20 años llamado Alejandro (Gastón Pauls) un chico bueno, pero algo indeciso en su vida. Abandonó la carrera de abogacía por la mitad y debe tener trabajos ocasionales como atender un quiosco o tratar de hacer explotar su pasión por la pintura. Ellos se están mudando a una casa muy grande, dónde vivirán grandes aventuras. El al principio vive con su madre, pero luego vivirá con su mejor amigo Víctor (Eric Grimberg) un fotógrafo que se fue de su casa porque su padre no soportaba que estudiara dicha carrera. Mientras Mariana se pone de novia con Darío (Diego Olivera)  Alejandro se enamora de ella, y eventualmente, terminan enamorándose, a pesar de que ella después de dejar a Darío por quedarse con Karen (Maria Celeste Pisapia) tiene una pequeña relación con Víctor.    
Entre idas y vueltas va esta historia, todo parece andar bien en un momento, y todo anda mal repentinamente, como una montaña rusa. Mariana y Alejandro están rodeados de amigos con distintas características con los que vivirán historias disparatadas, pero a pesar de que no se quieran, ambos saben que se complementan y deben estar juntos, en las buenas y malas generadas por apariciones esporádicas, pero sin duda en su mayoría provocadas por Rodolfo (Edgardo Moreira) el padre de Mariana y Facundo y exesposo de Lily, que trabaja en una agencia de modelos que le pondrá desorden a la historia con tal de querer y tratar de recuperar de alguna manera a sus hijos.

## Elenco
| Sebastián de Caro      | Nicolás                | 1-432 | De buen corazón, a veces quisiquilloso y terco. Vino desde Granadero Baigorria a probar suerte a la capital volviéndose cadete en una mensajería, por lo cual no es bien recibido por parte de la familia de Silvana, quienes preferirían algo mejor para su hija. Sin embargo junto a sus amigos Bruno y Verónica pondrían su propia mensajería más adelante. Tiene una hermana llamada María. Tendrá sus idas y vueltas con Silvana. Fue novio de Belén. |
| Claudia de la Calle    | Verónica               | 1-432 | Esposa de Bruno. Es la más centrada y madura de las chicas debido a su edad y trata constantemente de encarrilar a su marido para que no haga tonterías. Vive con su marido en un departamento y durante el transcurso de la serie, ambos dan a luz a un bebé. |
| Nancy Dupláa           | Mariana                | 1-432 | Es una joven de 16 años que vive con su Mamá (Lili) y su Hermano (Facundo), y se enamora del hijo del esposo de su madre (Alejandro). Fue novia de Darío, Victor, Alejandro y Federico |
| Eric Grimberg          | Víctor                 | 1-432 | Compañero de departamento de Ale y mejor amigo de este. Es estudiante de fotografía y trabaja de fotógrafo. Se fue de su casa por culpa de su padre, que era Ingeniero Civil y quería que el siguiera su vida como el. Al principio estuvo con Mariana pero luego tiene sus idas y vueltas con Paula, su pareja ideal. Tuvo como novias a Mariana, María, Paula, Florencia                                                                                 |
| Giselle Miró           | Tamara                 | 62-432 | Hermana de Karen, fueron separadas cuando ambas tenían 13 años debido al divorcio de sus padres. Posteriormente fue admitida en el mismo colegio de Karen y las demás y se hicieron buenas amigas. Fue novia de Darío. Cuando este se fue, se puso de novia con Roli. |
| Betina O'Connell       | Paula                  | 1-432 | La mejor amiga de Mariana y confidente, quien mantiene un noviazgo con Víctor. Va al mismo colegio que Mariana y las demás. Tuvo una breve carrera como modelo. Tuvo como novios a Darío y a Víctor. |
| Gastón Pauls           | Alejandro              | 1-432 | Hijo de Guillermo, Novio de Mariana (Hija de Lili y Hermana de Facundo). Tuvo como novias a Carolina, Mónica, Mariana, Yamila |
| María Celeste Pisapia  | Karen                  | 1-432 | Frívola, superficial y en ocasiones pedante, es amiga de las chicas, aunque a Paula no le caiga muy bien. Hubo cierta rivalidad entre ambas ya que Karen también es modelo. Cambió su actitud cuando se reencontró con su hermana, Tamara. Fue novia de Darío y Nacho y ahora es novia de Maxi. |
| Esteban Prol           | Bruno                  | 1-432 | Tosco, bruto y no muy inteligente para responder en ciertos aspectos de la vida, pero de enorme carisma y corazón. Está en pareja con Verónica y trabaja en la mensajería con ella y Nicolás. |
| Malena Solda           | Silvana                | 1-432 | Amiga de Mariana y las demás. Es un tanto ingenua e inocente, siempre habla de más y en ocasiones resulta inoportuna con comentarios fuera de lugar, sin embargo, posee un buen corazón. Tiene sus idas y vueltas con Nicolás. |
| Coprotagonistas        |                        | | |
| Diego Olivera          | Darío                  | 1-297 | Era novio de Mariana al comienzo de la serie, sin embargo, nunca aceptó que ella lo dejara por Ale y llegó incluso a raptarla. Luego recapacitó y fue perdonado. Estuvo de novio con Tamara, sin embargo, se fue a vivir al extranjero cuando su padre se enferma. Tuvo de novias a Mariana, Karen, Tamara, Paula, Viviana y Marisa. |
| Diego Ramos            | Maximiliano            | 202-432 | Tímido, reservado y maduro. Tiene una hermana llamada Lara al que quiere de todo corazón y ha sido presentado como una persona muy introvertida, sin embargo en seguida él se incorporaría al grupo en lleno y con facilidad. |
| Carla Peterson         | María                  | 146-383, 386-387, 407 | Hermana de Nicolás, se incorporó finales de la primera temporada. Figura en los créditos hasta el capítulo 383, sin embargo su personaje comienza a verse menos a partir del 316, haciendo su última aparición en personaje y créditos en el 407. |
| Secundarios            |                        | | |
| Marta Betoldi          | Claudia                | 1-149 | Amiga de Lily y madre de Pedro. Fue reemplazada por Mónica Scapparone a partir del capítulo 150 |
| Alfonso Burgos         | Pedro                  | 1-432 | Amigo de Facundo |
| Nicolás Barrirero      | Guido                  | 5-219 | Amigo de Facundo |
| Marcela Canziani       | Ximena                 | 5-432 | Amiga de Facundo |
| Edgardo Moreira        | Rodolfo (†)            | 1-335, 403-406 | Padre de Mariana y Facundo |
| Horacio Peña           | Guillermo              | 1-432 | Abogado, Padre de Alejandro. |
| Mónica Scapparone      | Claudia                | 150-432 | Amiga de Lily y madre de Pedro, en reemplazo de Marta Betoldi |
| José Simón             | Hernán                 | 1-432 | Padre de Pedro |
| Beatriz Spelzini       | Lily                   | 1-432 | Madre de Mariana y Facundo. |
| Mónica Vehil           | Julia                  | 1-318 | Madre de Karen y Tamara, Separada del padre de sus hijas |
| Juan Gabriel Yacuzzi   | Facundo                | 1-432 | Hermano de Mariana. |
| Personajes Recurrentes |                        | | |
| Coraje Ábalos          | Nacho                  | 163-182 | Fue el novio de Karen durante unos capítulos |
| Juan Manuel Aberasturi | Julián                 | 281-295 | Empleado de la agencia de Bruno, Verónica y Nicolás. Fue llevado por Marisa al inicio del negocio |
| Noemí Alan             | Cecilia                | 259-260, 265-266, 275-276 | Novia de Rodolfo, el padre de Mariana |
| Alicia Aller           | Elena                  | 375, 377, 379-387, 389-395, 428-432 | Madre de Matías. Aparece casi al final de la segunda temporada en la secta donde va Mariana |
| Daniel Alvaredo        | Augusto                | 154-156, 160-161, 168, 173 | Productor de la obra de teatro en la que trabajan Silvana y Nicolás, y pareja de Belén |
| Emilio Bardi           | Emilio                 | 126-133, 135-139, 143, 152-156, 160-161 | Director de obra de teatro en la que participa Silvana y luego Nicolás |
| Enrique Barris         | Eduardo                | 79, 104-105, 107, 109-110, 112-113, 117-118, 120-126, 128-129, 145, 149-150, 151-153, 191-192                                                           | Padre de Darío |
| Jesús Berenguer        | Roberto                | 44, 62-74, 78, 82, 85, 133-134, 139, 146,151, 159, 162, 164, 227-228, 264, 306-307, 379-380, 412-413, 430                                               | Padre de Silvana, médico psiquiatra. Al principio se opone a la relación de su hija con Nicolás, pero cambia de parecer más tarde |
| Julio Hector Biuchet   | Roque                  | 391-395 | Pareja y cómplice de Elena para secuestrar a Mariana |
| Andy Botana            | Miky                   | 410-420, 424-432 | Compañero de Facultad de Alejandro |
| Daniel Braguinsky      | Doctor Pedro Ginarte   | 325-330 | Psiquiatra que atiende a Karen, a pedido de su tía Mercedes |
| María Bufano (†)       | Ofelia                 | 1-2, 7, 20, 140, 252-256, 258-269, 271-272, 350-351 | Madre de Victor |
| Mariano Calazo         | Roli                   | 420-432 | Compañero de Facultad de Tamara |
| Ernesto Claudio        | Andrés                 | 100-115, 117-118, 124, 130, 143-150,152-154, 156-158, 194, 264-266, 353-360, 363-367, 370-372                                                           | Padre de Paula. |
| Paola Cocciaglia (†)   | Carolina               | 1, 3, 10-18, 25-26 | Novia de Alejandro al principio de la primera temporada, quien luego se enamoró de su hermana Mónica |
| Emilio Comte           | Luis                   | 253-272, 341, 346-350. 353-354, 357, 360 | Padre de Victor en la segunda temporada, en reemplazo de Vando Villamil |
| Hugo Cosiansi          | Ricardo                | 176-191, 199-201, 207, 212-215, 217, 219 | Sobrino de Angelina y Rosario. Administrador de sus bienes. Estafador que vive de ellas |
| Martín Coria           | Subcomisario Gálvez    | 56-60 | Policía corrupto, amigo de Rodolfo, el padre de Mariana |
| Sebastián D'Angelo     | Ramón                  | 235-236 | Camionero repartidor que lleva mercadería al internado en el que estuvo Mariana |
| Sebastián D'Angelo     | Juampi                 | 417-423 | Empleado (después socio) de la empresa de Bruno, Verónica y Nicolás |
| Juan Martín Del Valle  | Matías                 | 377-395, 398-403, 425-432 | Integrante de la secta a la que entra Mariana en la segunda temporada |
| Marcelo De Viccenzo    | Pablo                  | 141-147 | Amigo de Darío con quien se dedicaban a robar |
| Hugo Dezilio           | Comisario Padilla      | 59-60 | Comisario de policía |
| Hugo Dezilio           | Albañil                | 214-215, 240-242 | Albañil amigo de Bruno. Junto con su compañero destruyen todo lo que tocan |
| Adriana Díaz           | Adriana                | 41-44, 62-63, 65-71, 85 | Madre de Silvana. Prefiere a su otra hija, Marcela, que no aparece nunca en escena (no confundir con el personaje Marcela interpretado por Marcela Guerty). Por ese motivo, no le presta mucha atención a Silvana, excepto para oponerse en un principio a su relación con Nicolás |
| Daniel Dibiase         | Hermano de Durán       | 384-385 | Hermano de Durán, el empresario que comparte oficina con la empresa de Verónica, Nicolás y Bruno |
| Natalia Di Francesco   | Graciela               | 231-236, 238, 250-255, 257-259 | Compañera de Mariana en el internado |
| Sandra Di Milo (†)     | Rosario                | 168,173-189, 191, 212-215, 224-225 | Señora mayor, hermana de Angelina, millonaria que le da trabajo a María |
| Natalia Di Salvo       | Lidia                  | 331-338, 340-344 | Compañera de oficina de Bruno, Verónica y Nicolás. Empleada de Durán. Reemplaza a Mariana Pineda |
| Ignacio Gadano         | Jefe de Verónica       | 99-102, 105, 108-109, 112, 114, 116-118 | Jefe de Verónica en una oficina en la que ella trabajó como secretaria ejecutiva, luego de renunciar a la mensajería |
| Litto González         | Marcos                 | 62-65, 92, 103, 108-120, 122, 125-128, 130, 136, 145, 148-149, 153, 155-159, 161-172, 179, 182-184, 186, 192, 202, 212, 217, 219, 223, 225-230, 317-318 | Padre de Karen y Tamara |
| Norberto Gonzalo       | Mauricio               | 1-2, 6, 17, 19 | Pareja de Susana, la madre de Alejandro |
| Marta Grané            | Olga                   | 286-288, 295-296, 302-305 | Madre de Federico. Mujer altanera y prejuiciosa |
| Marcela Guerty         | Marcela                | 231-236, 238, 247-257, 374-375, 377, 379-383, 387-395                                                                                                   | Aparece en la segunda temporada, Compañera de Mariana en el internado. Después vivió un corto tiempo en casa de ella. Y aparece de vuelta finales de la segunda temporada |
| Tito Haas              | Aldo                   | 36-38, 75, 244-246 | Padre de Bruno |
| Noma Ibarra            | Raquel                 | 187-195, 197-205, 207, 210 | Madre de César, el jefe de Mariana |
| Pablo Iemma            | Pity                   | 360, 363-367, 370-375, 377-382, 384-391, 393-395, 398                                                                                                   | Empleado de la empresa de Bruno, Nicolás y Verónica |
| Carola Islas           | Georgina               | 381-410 | Compañera de oficina de Nicolás, Bruno y Verónica |
| Christian Jaimot       | Manuel                 | 1-3, 20, 30, 38-39, 88, 91, 140 | Hermano de Víctor. Salió con Verónica antes del primer capítulo |
| Luz Kerz (†)           | Susana                 | 1-3, 6, 15, 17, 19, 40, 43, 91-92 | Madre de Alejandro |
| Estela Kiesling        | Beatriz                | 79, 104, 107, 113, 120-126, 128-129, 149-150, 151-153, 159-160, 193                                                                                     | Madre de Darío |
| José María Landi       | Médico                 | 140 | Médico que llega en una ambulancia a llevarse a Víctor cuando recibe el disparo |
| José María Landi       | Doctor Rivera          | 410-416 | Profesor de Facultad de Alejandro que le ofrece trabajo en su estudio de abogados |
| Liliana Lavalle        | Mercedes               | 315-331 | Tía de Karen y Tamara. Muy mala persona, le hace la vida imposible a la primera |
| Mara Linares           | Valeria                | 360-369, 371 | Modelo de la agencia de Willy y compañera de departamento de Paula por un breve lapso. Es cómplice de Willy. |
| Guillermo López        | Leandro                | 100, 104-110, 112-113, 115-118 | Compañero de trabajo en la oficina en la que Verónica se desempeñó como secretaria ejecutiva. |
| Karina Louzan          | Norma                  | 231-236 | Compañera de internado de Mariana |
| Luis Machín            | Eduardo                | 363-367 | Publicista conocido de Karen |
| Chany Mallo (†)        | Angelina               | 168, 173-189, 191, 212-215, 217, 224-225, 250-251 | Señora mayor, hermana de Rosario, millonaria que le da trabajo a María |
| Silvina Mañanez        | Belén                  | 137-139, 143, 152-164 | Actriz que trabaja en la obra de teatro en la que participan Silvana y luego Nicolás. No tiene talento y es impulsada por el productos que es su novio. Tiene una breve relación con Nicolás, que termina mal, incluso secuestra a María para chantajear a Nicolás. |
| Daniel Marcove         | Emilio                 | 33-37 | Hermano del patrón de Bruno, Nicolás y Verónica en la mensajería |
| Graciela Martinelli    | Directora              | 231-238 | Directora del internado en el que estuvo Mariana |
| Carlos Mena            | Gabriel                | 132-135, 137-140 | Marido de Patricia, la profesora de pintura de Alejandro |
| Cecilia Milone         | Ivana                  | 80-82, 85-90 | Novia del Profesor de Pintura de Alejandro. Mujer perturbada, maltratada por su novio Daniel. Quiso estar con Alejandro, pero este la rechazó |
| Facundo Monti          | Monti                  | 215-216, 218, 241-242, 244-247 | Compañero de obra de teatro de SIlvana y Nicolás. Luego forma un dúo musical con la primera |
| Pablo Moretti          | Durán                  | 324-327, 337-338 | Inquilino de Aguilar, que comparte la oficina con la mensajería de Verónica, Nicolás y Bruno |
| Iván Mudrij            | Joni                   | 257-260, 266, 275 | Hijo de Cecilia, novia de Rodolfo. Niño muy mal educado |
| Horacio Nicolai        | Carlos                 | 419, 421, 423-432 | Marido y socio de Silvia, la jefa de Víctor en la productora de publicidad |
| Marzenka Novak (†)     | Alicia                 | 385-386, 388-389 | Madre de Ricardo, difunto compañero de Facultad de Alejandro |
| Hugo Ordóñez           | Policía                | 6, 268-270, 275-276, 308-309, 313-314, 391-395, 402-403                                                                                                 | Policía que investiga una defreudación en la empresa de Luis, el padre de Víctor y luego el secuestro de Mariana |
| Sergio Paris           | Willy                  | 343-369 | Dueño de una agencia de modelos en la que trabaja Karen y luego Paula. Tiene una relación con la última |
| Juan Peña              | Vicente                | 71, 133-134, 163-164, 219 | Padre de Nicolás y María |
| Freddy Piccasso        | Asistente de Dirección | 126-133, 135-139, 143,152-156, 160-161 | Asistente de dirección de obra de teatro en la que participa Silvana y luego Nicolás |
| Mariana Pineda         | Empleada               | 324-325, 327-330 | Empleada de Durán. Coquetea con Nicolás. El personaje es reemplazado por Natalia Di Salvo a poco de aparecer |
| Agustina Posse (†)     | Lidia                  | 231-236 | Compañera de internado de Mariana |
| Paula Pourtale         | Marta                  | 414-425 | Abogada, compañera de trabajo de Alejandro |
| Derli Prada            | Peñalba                | 253-254, 257, 268-273 | Abogado estafador amigo de Luis, el padre de Víctor |
| Paula Prada            | Daniela                | 322-324, 327-329, 332-334 | Médica que trata a Guillermo en el hospital. Luego tiene una breve historia con Alejandro |
| Viviana Puerta         | Joanna                 | 197-203, 205-207, 209-211 | Novia de César |
| Nya Quesada            | Pelagia                | 243-252, 257-258, 260, 286-288, 302-323, 341-345, 355, 357, 372-373, 375-376, 378, 390, 407-408, 426-427, 432                                           | Personal de casa particular en lo de Mariana |
| Angela Ragno (†)       | Adela                  | 330-335 | Abuela de Tamara y Karen |
| Gisela Rietti          | Florencia              | 254-259, 261-278, 286-289, 291-295, 315, 360-372 | Novia de Víctor durante algunos capítulos de la segunda temporada. Hija del Dr. Peñalba |
| Carlos Rivkin          | Alfredo                | 286-288, 291-296, 302-303, 305 | Padre de Federico. Hombre altanero y prejuicioso |
| Claudio Rodríguez      | Matón de Aguilar       | 317-326 | Matón contratado por Aguilar para desalojar de la oficina a Nico, Verónica y Bruno |
| Pamela Rodríguez       | Viviana                | 228-229, 234-235, 239, 241-244, 246 | Novia de Darío durante algunos capítulos |
| Carlos Roffé (†)       | Aguilar                | 315-317, 320, 322, 324 | Dueño de la oficina en que Nicolás, Verónica y Bruno ponen la mensajería |
| Marcia Rosetti         | Irene                  | 100-119, 121, 143-150, 152-153, 155-158, 265-266, 355-358, 360, 362-363, 367-371                                                                        | Madre de Paula. Casada con Andrés, un hombre autoritario y violento, trata siempre de apaciguar las cosas entre él y su hija Paula, pero habitualmente tomando parte por las ideas de su marido |
| Verónica Ruano         | Mónica                 | 14-18, 23-32, 34, 37-38, 62-64, 67-69 | Hermana de Carolina, salió un tiempo con Alejandro |
| Silvina Sabater        | Matilde                | 231-237 | Celadora del internado en el que estuvo Mariana |
| Martín Seefeld         | Daniel                 | 79-90, 92 | Primer profesor de pintura de Alejandro. Violento con sun novia Ivana y muy mujeriego. Quiso estar con Mariana, pero ella lo rechazó |
| José Serna             | Técnico                | 178-179 | Técnico que colabora con Víctor para hacer una publicidad para la empresa de Nacho |
| José Serna             | Cliente de Willy       | 347, 354, 357-359, 365, 367-369 | Cliente de Willy |
| Humberto Serrano (†)   | Felipe                 | 118, 120, 124 | Tío de Darío. Estafó a su hermano Eduardo y a Andrés, el padre de Paula cuando eran socios |
| Pablo Shilton (†)      | Martín                 | 98-102, 104, 106-111, 119, 122-142 | Fotógrafo que trabaja para la revista de Rodolfo. Hace una producción con Karen, quien quiere seducirlo y no lo logra. Luego hace una producción con Mariana, con quien tiene una breve relación |
| Juan Soler             | Federico               | 276-305, 309-314 | Fue pareja de Mariana en la segunda temporada, estuvo por casarse con Mariana pero interrumpió la boda Alejandro |
| Manuel Tessi Parisi    | Micky                  | 77-78, 141-147 | Amigo matón de Darío con quien se dedicaban a robar |
| Fabiana Uria           | Agustina               | 385-411 | Hermana de Ricardo, difunto compañero de Facultad de Alejandro. Salió brevemente con Alejandro |
| Coni Vera              | Silvia                 | 419-432 | Jefa de Víctor en una empresa productora de publicidad |
| César Vianco           | César                  | 185-214, 216-217 | Despachante de aduana, dueño de la oficina donde trabajó Mariana. Si bien en los títulos aparece como César Viglianco (verdadero nombre del actor), luego fue conocido como César Vianco (nombre artístico) |
| Manuel Vicente         | Enrique                | 34-38, 76-77, 97-99, 201 | Patrón de la mensajería en la que trabajaban Bruno, Nicolás y Verónica en la primera temporada |
| Verónica Vieyra        | Marisa                 | 266-267, 274-288, 290-294 | Profesional en publlicidad que asesora a Darío cuando quiere abrir su empresa |
| Soledad Villamil       | Patricia               | 118-119, 121-127, 129-141 | Profesora de Pintura de Alejandro. Casada con un hombre violento, quien ocasiona problemas en su vida. Vulnerable pero a la vez de buen corazón. |
| Vando Villamil         | Luis                   | 1-2, 7, 20, 186-190 | Padre de Victor en la Primera Temporada, luego reemplazado por Emilio Comte |
| Lito Vitale            | Pianista               | 126-127, 129-130 | Toca en un casting y posteriores ensayos de obra de teatro en los que participa Silvana |
| Lara Zimmermann        | Cristina               | 169-179 | Encargada agencia de publicidad que va Victor a presentar el proyecto de Ignacio |
| Géraldine Zivic        | Yamila                 | 178-212, 218 | Novia de Alejandro en los últimos capítulos de la primera temporada |
| Participaciones        |                        | | |
| Liliana Abayieva       | Noemí                  | 245-246 | Madre de Bruno, en reemplazo de Vilma Mega |
| Hugo Aberman           | Capataz                | 289-290 | Capataz de construcción que contrata a Bruno y Nicolás en una obra |
| Osvaldo Aldama         | Engañado               | 1 | Hombre al que engaña Nicolás en uno de sus chistes |
| Fernando Álvarez       | Reducidor              | 389 | Reducidor de autos al que Matías le vende el auto de Tamara |
| Julio Álvarez          | Albañil                | 7 | Trabaja en la reforma de la casa de Mariana |
| Alejandro Amitrano     | Estudiante             | 1 | Compañero de Facultad de Alejandro |
| Alejandro Aranda       | Estudiante             | 184-185, 213, 216 | Compañero de Facultad de Alejandro |
| Alicia Areste          | Enfermera              | 421-423 | Enfermera que atiende a Verónica luego de que tuviera a su bebé |
| Adrián Azaceta         | Fletero                | 419 | Empleado repartidor que le entrega muebles a Alejandro en su nueva casa |
| Helena Barakovic       | Médica                 | 261 | Médica que atiende a Paula durante su internación |
| Pablo Bardauil         | Vecino                 | 240-241 | Vecino de Bruno y Verónica |
| Adrián Batista         | Policía                | 148 | Policía que detiene a Karen y Darío |
| Adrián Batista         | Vecino                 | 309 | Vecino de Víctor y Alejandro, que ayuda cuando sufre asfixia por gas el primero |
| Eduardo Bernabé        | Médico                 | 57 | Médico en la internación de Facundo |
| Carlos Berraymundo     | Médico                 | 309 | Médico que lleva en ambulancia a Víctor cuando sufre asfixia por gas |
| Romina Blank           | Victoria               | 314-315 | Inspectora de la DGI que audita las cuentas de la mensajería de Nicolás, Bruno y Verónica. Luego quiere seducir al primero |
| Héctor Bordoni         | Prestamista            | 193 | Usurero al que acude Tamara para solucionar un problema de Darío |
| Héctor Bordoni         | Cerrajero              | 230 | Cerrajero que cambia la cerradura de la casa de Mariana |
| Gabriel Broggi         | Amigo de Darío         | 1-2 | Amigo motoquero de Darío |
| Esteban Bruno          | Médico                 | 305 | Médico que atiende a Verónica cuando se descompone antes de saber que está embarazada |
| Alejandro Caprile      | Maitre                 | 188 | Maitre de un restaurant de lujo del que echan a Bruno por no estar vestido de la manera que ellos consideran acorde |
| Alejandro Caprile      | Director               | 366 | Director de un programa de TV en el que trabaja Karen |
| José María Carballo    | Médico                 | 35 | Médico que viene en ambulancia |
| Juan Carrasco          | Médico                 | 390 | Médico que atiende a Tamara |
| Lorena Castro          | Modelo                 | 178-181 | Modelo que colabora con Víctor para hacer una publicidad para la empresa de Nacho |
| Luciano Comte          | Empleado               | 324 | Empleado de Durán |
| Fausto Collado         | Bancario               | 402-403 | Empleado bancario |
| Anabel Correa          | Mucama                 | 252 | Empleada de casa particular con la que intentaron reemplazar a Pelagia en la casa de Mariana cuando la acusar injustamente de robar dinero |
| Silvia Dabove          | Clienta                | 4 | Clienta del kiosco de Alejandro |
| Guido Dalbo            | Padre de Joanna        | 206 ,207, 211 | Padre de Joanna y cliente importante de la empresa de César |
| Ítalo Damiano          | Estafado               | 123-124 | Hombre estafado por el tío de Darío |
| Víctor Danna           | Félix                  | 161-162, 175 | Empresario, amigo de Marcos y padre de Nacho |
| Elvio D'Aste           | Cliente                | 314 | Cliente de la empresa de Bruno, Nicolás y Verónica |
| Aleksandra Davel       | Amiga de Claudia       | 22 | Amiga de Claudia |
| Yamila De la Fuente    | Chica en la fila       | 186 | Chica que hace fila para buscar trabajo en el mismo lugar que Mariana |
| Carolina Díaz          | Actriz de teatro       | 130-133, 153, 155 | Compañera de teatro de Silvana y luego de Nico |
| Carolina Díaz          | Estafada               | 390 | Joven estafada por la secta en la que estuvo Mariana |
| Christian Díaz         | Amigo matón de Darío   | 77-78 | Amigo matón de Darío |
| Héctor Díaz            | Amigo de Yamila        | 207-208 | Amigo y compañero de borrachera de Yamila |
| David Di Nápoli        | Doctor López           | 237-239 | Abogado del internado en el que estuvo Mariana |
| Hernán Di Natale       | Amigo de Darío         | 1-3 | Amigo motoquero de Darío |
| Sergio Di Tulio        | Médico                 | 146-147, 279-280, 396 | Médico que interviene en la internación de Verónica y sendas enfermedades de Mariana y Facundo en su casa |
| Graciela Dopazo        | Directora              | 110-111 | Directora de la escuela de Mariana, Paula y Silvana |
| Fito Dorín             | Policía                | 139-140 | Policía de civil que detiene al marido de Patricia |
| Román Druchas          | Hijo de Patricia       | 133, 141 | Niño hijo de Patricia, la profesora de pintura de Alejandro |
| Julio Duplaa           | Médico                 | 197 | Médico que atiende a Yamila desmayada por la ingesta de alcohol |
| Juan A Enríquez        | Repositor              | 195 | Repositor de supermercado que habla con Silvana |
| Jorge Ezquivel         | Médico                 | 79 | Médico que viene en ambulancia a buscar a Darío herido |
| Julián Fabre           | Señor Barriendo        | 116 | Señor que le avisa a Bruno que el camionero con el que iba a viajar ya se fue |
| Alejandro Fain         | Cacho                  | 397, 400-403 | Mecánico amigo de Bruno |
| Carlos Falcone         | Director               | 413 | Director de un casting al que va Nicolás |
| Julio Feld             | Médico                 | 124 | Médico que atiende a Mariana en un momento que finge estar enferma |
| Gianni Fiore           | Panadero               | 31-32 | Empleado de una panadería |
| Gianni Fiore           | Escribano              | 391 | Cómplice de Elena y Matías |
| Roberto Franco         | Médico                 | 364-365 | Médico que trata a Andrés, el padre de Paula, cuando es internado por una úlcera perforada |
| Celina Fuks            | Señora en bar          | 118 | Amiga de Patricia, la profesora de pintura de Alejandro |
| Javier Matías Galán    | Estudiante             | 184-185, 213, 216 | Compañero de Facultad de Alejandro |
| Daniel Gallardo        | Dueño del Drugstore    | 46 | Dueño del drugstore en el que trabajaba Alejandro en la primera temporada |
| Karina Galucci         | Rita                   | 229-230 | Kinesióloga que atiende a Nicolás |
| Alejandro Gance        | Vecino                 | 389 | Vecino de la casa en la que funcionaba la secta |
| Javier García          | Matón de Aguilar       | 318-319 | Matón contratado por Aguilar para sacar de la oficina a Verónica, Nicolás y Bruno |
| Carlos Garric (†)      | Álvarez                | 107-108 | Abogado de Andrés, el padre de Paula |
| Alejandro Genuso       | Cliente                | 297 | Cliente de la empresa de Nicolás, Bruno y Verónica que conocía al primero de sus clases de teatro |
| Alberto Gómez          | Secuestrador           | 163 | Cómplice de Belén en el secuestro de María |
| Guillermo Gómez        | Matón                  | 57-58 | Matón cómplice del Subcomisario Gálvez en el apriete a Alejandro |
| Patricio Guerty        | Amigo de Darío         | 1-2 | Amigo motoquero de Darío |
| Celia Herc             | Señora quejosa         | 148 | Señora mayor con la que se cruzan en la escalera del departamento de Nicolás |
| Luis Ianone            | Albañil                | 214, 240-242 | Albañil amigo de Bruno. Junto con su compañero destruyen todo lo que tocan |
| José Isabella          | Policía                | 326 | Policía que detiene a uno de los matones de Durán |
| Pedro Isequilla        | Médico                 | 68 | Médico amigo de Roberto que atiende a Silvana |
| Orestes Katorosz       | Dueño                  | 389 | Dueño de la casa en la que funcionaba la secta |
| Silvina Labate         | Actriz de teatro       | 130, 133 | Compañera de teatro de Silvana y luego de Nico |
| Rodolfo Laciar         | Canchero               | 6 | CIudador de una canchita de fútbol |
| Vazco Larrain          | Médico                 | 79 | Médico que viene en ambulancia a buscar a Darío herido |
| Alicia Lemos           | Médica                 | 204 | Médica que atiende a Raquel cuando finge un ataque |
| Marcela Linkovsky      | Profesora              | 74-75, 77 | Profesora de matemática de Bruno |
| Elina Logos            | Rosita del Carmen      | 1 | Empleada de inmobiliaria que le muestra casas a Lily, Guillermo, Mariana y Facundo |
| Gustavo Mac Lennan (†) | Escribano              | 107-108 | Escribano de Andrés, padre de Paula |
| Héctor Malamud (†)     | Policía                | 173-174 | Policía que detiene a Bruno y Nicolás |
| Vilma Mega             | Noemí                  | 36-38 | Madre de Bruno, reemplazada por Liliana Abayieva |
| Oscar López Penza      | Médico                 | 179 | Médico que atiende a Rodolfo |
| Alfredo Martín         | Policía                | 148 | Policía que detiene a Karen y Darío |
| Elvira Martín          | Señora en bar          | 118 | Amiga de Patricia, la profesora de pintura de Alejandro |
| Diego Mesaglio         | Niño vendedor          | 32 | Apareció en una escena como un niño vendedor ambulante |
| Diego Mesaglio         | Niño Ladrón            | 136-137 | Niño ladrón, persigue a Facundo junto con otros niños, lo roban y le pegan |
| Uriel Milstein         | Licenciado Ibarreta    | 367-369 | Socio del cliente de Willy |
| Laura Miller           | Laura                  | 248-249 | Amiga de Yamila, que se hace pasar por ella para conocer a Alejandro |
| Gabriela Minardi       | Enfermera              | 57 | Enfermera en una internación de Facundo |
| Gabriel Molinelli      | Policía                | 148 | Policía que detiene a Karen y Darío |
| Gabriel Molinelli      | Vigilador              | 189 | Empleado de seguridad de banco |
| Sergio Morkin          | Técnico                | 178-179 | Técnico que colabora con Víctor para hacer una publicidad para la empresa de Nacho |
| Carlos Negri           | Secuestrador           | 163 | Cómplice de Belén en el secuestro de María |
| Christian Pasman       | Bancario               | 172-173 | Empleado de banco en la sucursal que le hacen la salidera a Angelina y Rosario |
| Christian Pasman       | Ladrón                 | 372-373 | Hombre que entra a robar a la oficina de Bruno, Verónica y Nicolás |
| Carlos Pellegrino      | Policía                | 174 | Policía que detiene a Bruno y Nicolás |
| Alberto Peña           | Padre de Yamila        | 205-207, 210-211 | Padre de Yamila. Tiene una mala relación con ella, que lo acusa de haberla abandonado |
| Daniel Peyrán          | Detective y matón      | 134-139 | Es contratado por Gabriel, el marido de Patricia para investigar y apretar a Alejandro |
| Daniel Peyrán          | Sacerdote              | 302-303 | Sacerdote que oficia en la boda de Mariana con Federico |
| Paulo Prat             | Estudiante             | 1 | Compañero de Facultad de Alejandro |
| Alberto Pozzoni        | Conductor              | 191 | Conductor de auto que atropella a Bruno |
| Alberto Pozzoni        | Vendedor               | 226 | Vendedor de trajes, que asesora a Bruno con la vestimenta para su boda |
| Luis Quiroz            | Niño Ladrón            | 136-137 | Niño ladrón, persigue a Facundo junto con otros niños, lo roban y le pegan |
| Nilda Raggi            | Emilia                 | 244-246 | Madre de Verónica. Mujer supersticiosa, que cree que todo trae mala suerte |
| Lorena Regueiro        | Soledad                | 248 | Amiga de Yamila y Laura |
| Silvia Reyes Vilar     | Profesora              | 418 | Profesora de Literatura de Mariana, Paula, Karen y Tamara |
| Marcelo Rodríguez      | Policía                | 146-147, 150, 152 | Policía que detiene a Miki, el amigo matón de Darío y a su cómplice |
| Oscar Roig             | Médico                 | 128, 334-335, 373 | Médico que atiende al padre de Darío cuando se descompone y más tarde a Verónica cuando está embarazada |
| Susana Román           | Alba                   | 175-176, 183 | Dueña de la revista en la que trabajaba Rodolfo |
| Gastón Roth            | Técnico                | 178-179 | Técnico que colabora con Víctor para hacer una publicidad para la empresa de Nacho |
| Jorge Sabaté           | Carlos                 | 244-246 | Padre de Verónica |
| Sebastián Sciorra      | Empleado del drugstore | 58 | Empleado en el drugstore en el que trabajaba Alejandro |
| Silvina Shamadoira     | Modelo                 | 178-181 | Modelo que colabora con Víctor para hacer una publicidad para la empresa de Nacho |
| Cristian Sherf         | Amigo de Darío         | 1-3 | Amigo motoquero de Darío |
| Néstor Somma           | Policía                | 140 | Policía uniformado que detiene al marido de Patricia |
| David Sznek            | Pescador               | 241-242, 254-255 | Hombre con el que Lily se sincera, deprimida luego de pelearse con Mariana y el resto de su familia |
| Eugenia Tobal          | Modelo                 | 178-181 | Modelo que colabora con Víctor para hacer una publicidad para la empresa de Nacho |
| Andrea Tomaselli       | Mucama                 | 270, 277 | Empleada de casa particular en la casa de Peñalba |
| Diego Topa             | Cartero                | 208 | Cartero que entrega una carta documento en la empresa de César |
| Pedro Utrera           | Amigo de Darío         | 1-3 | Amigo motoquero de Darío |
| Pedro Utrera           | Policía                | 374 | Policía que detiene a Pity cuando lo acusan de haber robado en la oficina de Verónica, Nicolás y Bruno |
| Jorge Varas            | Sr Benetti             | 234-236 | Administrador del internado en el que estuvo Mariana |
| Emma Viccini           | Estafada               | 386 | Mujer estafada por la secta en la que estuvo Mariana |
| Mario Vidal            | Cerrajero              | 197 | Cerrajero que abre el departamento de Yamila cuando se desmaya alcoholizada |
| Miguel Wahren          | Mafioso                | 405-406 | Mafioso que amenaza a Rodolfo |
| Bernarda Zolotarchwk   | Cecilia                | 16 | Niña en el local de videojuegos |

## Elenco por temporada
Tabla del reparto principal y secundario en orden cronológico, segùn la intro del programa
| Cronología: Reparto Principal | Cronología: Reparto Principal | Cronología: Reparto Principal | Cronología: Reparto Principal |
| Actor / Actriz                | Personaje                     | Temporada                     | Temporada                     |
| Actor / Actriz                | Personaje                     | 1                             | 2                             |
| ----------------------------- | ----------------------------- | ----------------------------- | ----------------------------- |
| Sebastián de Caro             | Nicolás                       | Principal                     | Principal                     |
| Claudia de la Calle           | Verónica                      | Secundario                    | Principal                     |
| Nancy Dupláa                  | Mariana                       | Principal                     | Principal                     |
| Eric Grimberg                 | Víctor                        | Principal                     | Principal                     |
| Giselle Pessacq               | Tamara                        | Principal                     | Principal                     |
| Betina O'Connell              | Paula                         | Principal                     | Principal                     |
| Gastón Pauls                  | Alejandro                     | Principal                     | Principal                     |
| María Celeste Pisapia         | Karen                         | Principal                     | Principal                     |
| Esteban Prol                  | Bruno                         | Principal                     | Principal                     |
| Malena Solda                  | Silvana                       | Principal                     | Principal                     |
| Diego Olivera                 | Darío                         | Principal                     | Secundario                    |
| Diego Ramos                   | Maximiliano                   | Secundario                    | Secundario                    |
| Carla Peterson                | María                         | Secundario                    | Secundario                    |
| Marta Betoldi                 | Claudia                       | Secundario                    |                               |
| Alfonso Burgos                | Pedro                         | Secundario                    | Secundario                    |
| Nicolás Barrirero             | Guido                         | Secundario                    |                               |
| Marcela Canziani              | Ximena                        | Secundario                    | Secundario                    |
| Edgardo Moreira               | Rodolfo                       | Secundario                    | Secundario                    |
| Horacio Peña                  | Guillermo                     | Secundario                    | Secundario                    |
| Mónica Scapparone             | Claudia                       | Secundario                    | Secundario                    |
| Gastón Pozzo                  | Hernán                        | Secundario                    | Secundario                    |
| Beatriz Spelzini              | Lily                          | Secundario                    | Secundario                    |
| Mónica Vehil                  | Julia                         | Secundario                    | Secundario                    |
| Juan Gabriel Yacuzzi          | Facundo                       | Secundario                    | Secundario                    |
|                               |                               |                               |                               |

## Locaciones de filmación
La "Escuela Church" donde asistían las protagonistas es en realidad la Iglesia Evangélica Metodista ubicada en Camacúa 282, Ciudad de Buenos Aires. Los alrededores de la escuela, en la novela, se filmaron en las calles de La Lucila ubicada en Vicente Lopez.

## Retransmisión
Montaña rusa fue transmitida por Canal 13 de lunes a viernes de 19 a 20 horas durante sus dos temporadas, entre 1994 y 1995. Fue retransmitida por el canal Volver, de lunes a viernes a la misma hora en que fue emitida originalmente, y vuelta a transmitir desde 2018 hasta la actualidad por el mismo canal de cable, de lunes a viernes a las 8 y a las 18.
La cortina musical que se empleó para la presentación de la serie era el tema «Todo cambia» del grupo Man Ray y que fue muy popular en su época.

## Transmisión internacional
- Chile: La Red
- Costa Rica: Teletica
- Cuba: Cubavision
- Ecuador: SíTV
- El Salvador: Canal 6
- Estados Unidos: Telemundo
- Guatemala: Canal 3
- Honduras: Sotel
- México: TV Azteca (Canal 7)
- Paraguay: El Trece
- Perú: Panamericana Televisión
- Uruguay: Saeta TV Canal 10
- Venezuela: Televen

## Ficha técnica
- Autores: Jorge Maestro, Sergio Vainman y Gastón Pessacq
- Escenografía: Seijas
- Iluminación: Guillermo Urdapilleta
- Coordinación de producción: Ángel Ribeiro Díaz.
- Dirección: Fernando Antonio Espinosa.
- Música: a cargo de Man Ray («Todo Cambia»).
- Producción: Mónica Faccenini y Daniel Álvarez.
- Producción Ejecutiva: Pablo Culell